# Rungra
Rungra là một đảo nhỏ tại thủ đô Bình Nhưỡng của Cộng hòa Dân chủ Nhân dân Triều Tiên, đảo nằm trên sông Đại Đồng. Tổng diện tích của đảo là 1,3 kilômét vuông (0,50 dặm vuông Anh). Cầu Chongryu ở bờ bắc và cầu Rungra ở bờ nam nối đảo với phần còn lại của Bình Nhưỡng. Hòn đảo là một nơi lý tưởng để ngắm Bình Nhưỡng bát cảnh. Sân vận động mùng 1 tháng 5 Rungrado nằm trên hòn đảo này.